# Itapiranga (Amazonas)
Itapiranga – miasto i gmina w Brazylii, w stanie Amazonas. Znajduje się w mezoregionie Centro Amazonense i mikroregionie Itacoatiara.